# Герб комуни Меллеруд
Герб комуни Меллеруд (швед. Melleruds kommunvapen) — символ шведської адміністративно-територіальної одиниці місцевого самоврядування комуни Меллеруд. 

## Історія
Герб було розроблено для торговельного містечка (чепінга) Меллеруд. Отримав королівське затвердження 1963 року.    
Після адміністративно-територіальної реформи, проведеної в Швеції на початку 1970-х років, муніципальні герби стали використовуватися лишень комунами. Цей герб був 1971 року перебраний для нової комуни Меллеруд.
Герб комуни офіційно зареєстровано 1974 року.

## Опис (блазон)
Щит розтятий двічі, у середньому синьому срібна квітка конвалії, обабіч у срібних полях — по синій сокирі лезами у протилежні боки.

## Зміст
Сюжет зі Святим Олафом з сокирою походить з печатки XVІI століття гераду (територіальної сотні) Нордаль. Сокира є атрибутом Святого Олафа — покровителя місцевої церкви. Квітка конвалії символізує родину Стаке, яка сприяла розвитку містечка.